# James Blanchard

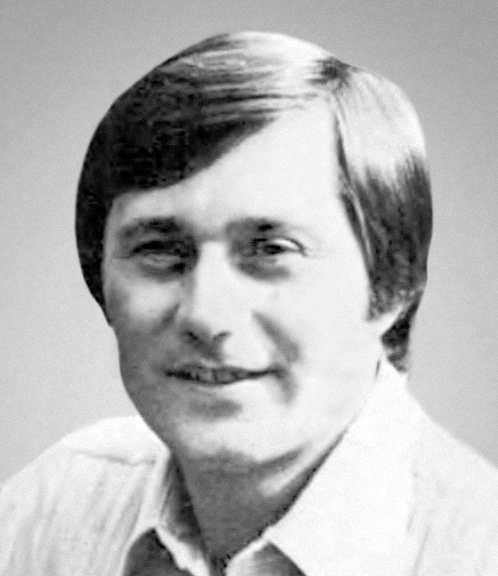
James Blanchard (1981)

James Johnston „Jim“ Blanchard (* 8. August 1942 in Detroit, Michigan) ist ein US-amerikanischer Politiker. Er war von 1983 bis 1991 der 45. Gouverneur des Bundesstaates Michigan.

## Frühe Jahre und politischer Aufstieg
James Blanchard besuchte die öffentlichen Schulen in Ferndale. Danach studierte er bis 1965 an der Michigan State University. Nach einem Jurastudium an der University of Minnesota wurde er im Jahr 1968 als Rechtsanwalt zugelassen. Daraufhin begann er in Lansing in seinem neuen Beruf zu arbeiten.
Zwischen 1968 und 1969 war er auch Rechtsberater des Staatssekretärs von Michigan und von 1970 bis 1973 war er stellvertretender Attorney General seines Staates. Im Jahr 1974 arbeitete er zwischenzeitlich für die Anwaltsfirma Beer and Boltz in Bloomfield Hills. Zwischen 1975 und 1983 vertrat er seinen Bundesstaat im US-Repräsentantenhaus in Washington. Im Jahr 1982 wurde er als Kandidat der Demokratischen Partei zum neuen Gouverneur von Michigan gewählt. Er erzielte 51,4 Prozent der Stimmen und besiegte damit den Republikaner Richard Headlee (45,1 Prozent).

## Gouverneur von Michigan
Blanchard trat sein neues Amt am 1. Januar 1983 an. Nach einer Wiederwahl im Jahr 1986, die er mit 68,1 Prozent der Stimmen gegen William Lucas für sich entschied, konnte er es bis zum 1. Januar 1991 ausüben. Zu Beginn seiner Amtszeit kam es zu einem Streit um die Ernennung von Dorothy Riley zu einer Richterin am Obersten Gerichtshof des Staates. Diese Ernennung war noch von Blanchards Vorgänger William Milliken in dessen letzten Amtswochen vorgenommen worden. Blanchard vertrat die Meinung, er hätte die Ernennung vornehmen sollen. Die Mehrheit der anderen Richter am Obersten Gericht folgte ihm und die Ernennung wurde widerrufen. Blanchard ersetzte Riley daraufhin durch eine andere Richterin. Aber bereits 1984 wurde Riley dann doch in diesen Gerichtshof gewählt. Im Jahr 1990 unterlag Blanchard bei den Gouverneurswahlen dem Republikaner John Engler. Daraufhin musste er am 1. Januar 1991 sein Amt aufgeben.

## Weiterer Lebenslauf
Im Jahr 1993 wurde James Blanchard von Präsident Bill Clinton als Nachfolger von Peter Teeley zum US-Botschafter in Kanada ernannt. Dieses Amt behielt er bis 1996. Im Jahr 2002 bewarb er sich erfolglos um eine Rückkehr in das Amt des Gouverneurs. Diesmal scheiterte er bereits in den Vorwahlen der eigenen Partei an Jennifer Granholm. James Blanchard war zweimal verheiratet und hat ein Kind.

## Ehrungen
Die Michigan State University verlieh ihm 1983 die Ehrendoktorwürde.